# Quo vadis, Aida?
Quo vadis, Aida? is een Bosnische film uit 2020, geregisseerd en geschreven door Jasmila Žbanić. Het scenario is gebaseerd op de Val van Srebrenica. 
De film ging in première op 3 september 2020 op het Filmfestival van Venetië waar het meedeed in de internationale competitie. De film werd door Bosnië en Herzegovina als kandidaat ingezonden voor de Academy Awards in de categorie beste internationale film. De film haalde de shortlist van 15 films, werd genomineerd, maar won niet.

## Verhaal
Aida is een vertaalster voor de VN in het kleine stadje Srebrenica in Bosnië tijdens de Bosnische Burgeroorlog. Als het Bosnisch-Servische leger van generaal Ratko Mladić de stad overneemt, behoort haar familie tot de duizenden burgers die onderdak zoeken in het VN-kamp van Dutchbat. Ze tracht uit alle macht haar gezin uit Servische handen te houden, maar ze wordt geconfronteerd met de machteloosheid van de VN-troepen.

## Rolverdeling
| Acteur                 | Personage              |
| ---------------------- | ---------------------- |
| Jasna Đuričić          | Aida Selmanagić        |
| Izudin Bajrović        | Nihad Selmanagić       |
| Boris Isaković         | Generaal Ratko Mladić  |
| Johan Heldenbergh      | Kolonel Thom Karremans |
| Raymond Thiry          | Majoor Rob Franken     |
| Boris Ler              | Hamdija Selmanagić     |
| Dino Bajrović          | Sejo Selmanagić        |
| Emir Hadžihafizbegović | Joka                   |
| Edita Malovčić         | Vesna                  |
| Minka Muftić           | Munira                 |
| Teun Luijkx            | Kapitein Mintjes       |
| Joes Brauers           | Boudwijn               |
| Reinout Bussemaker     | Kolonel Dr. Robben     |
| Ermin Bravo            | Burgemeester           |
| Sol Vinken             | Soldaat Lammerts       |
| Sanne den Hartogh      | Soldaat Ils            |
| Micha Hulshof          | Majoor De Haan         |
| Juda Goslinga          | Luitenant Rutten       |
| Job Raaijmakers        | Adjudant Rave          |
| Ermin Sijamija         | Lalović                |
| Alban Ukaj             | Tarik                  |

## Ontvangst

### Recensies
Op Rotten Tomatoes geeft 100% van de 40 recensenten de film een positieve recensie, met een gemiddelde score van 8,90/10. De film heeft het label "certified fresh" (gegarandeerd vers) Website Metacritic komt tot een score van 97/100, gebaseerd op 14 recensies, wat staat voor "universal acclaim" (universele toejuiching)

### Prijzen en nominaties
De film won 14 prijzen en werd voor 5 andere genomineerd. Een selectie:
| Jaar | Evenement                                | Categorie                    | Genomineerde     | Resultaat   |
| ---- | ---------------------------------------- | ---------------------------- | ---------------- | ----------- |
| 2020 | Venetië (77ste editie)                   | Gouden Leeuw                 | Quo vadis, Aida? | Genomineerd |
| 2021 | IFFR (editie 2021)                       | Publieksprijs                | Quo vadis, Aida? | Gewonnen    |
| 2021 | BAFTA Awards (74ste editie)              | Beste niet-Engelstalige film | Quo vadis, Aida? | Genomineerd |
| 2021 | BAFTA Awards (74ste editie)              | Beste regisseur              | Jasmila Žbanić   | Genomineerd |
| 2021 | Independent Spirit Awards (36ste editie) | Beste internationale film    | Quo vadis, Aida? | Gewonnen    |
| 2021 | Academy Awards (93ste editie)            | Beste internationale film    | Quo vadis, Aida? | Genomineerd |